# Lasioglossum flindersi
Lasioglossum flindersi är en biart som först beskrevs av Cockerell 1905.  Lasioglossum flindersi ingår i släktet smalbin, och familjen vägbin. Inga underarter finns listade i Catalogue of Life.

## Bildgalleri

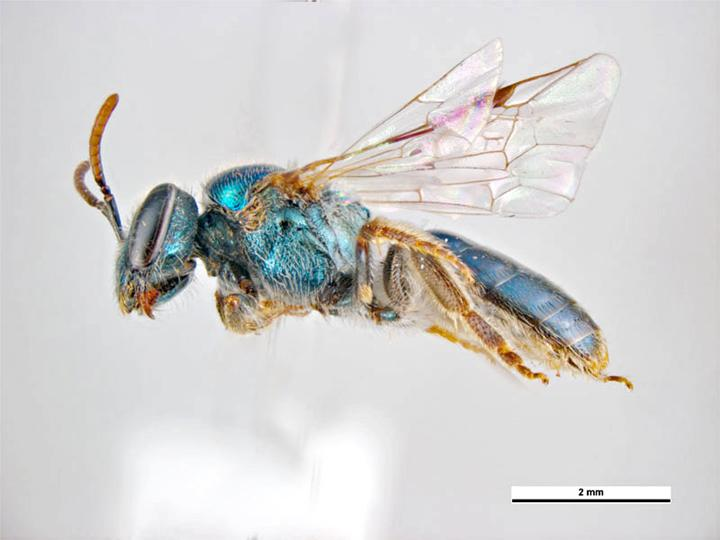
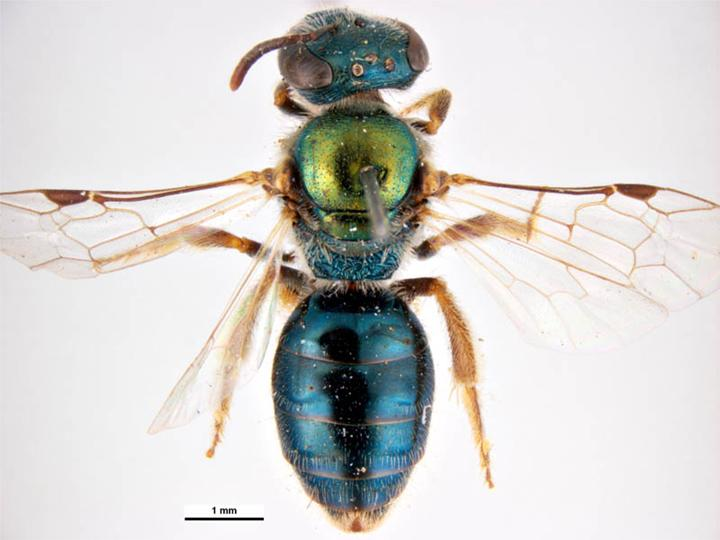
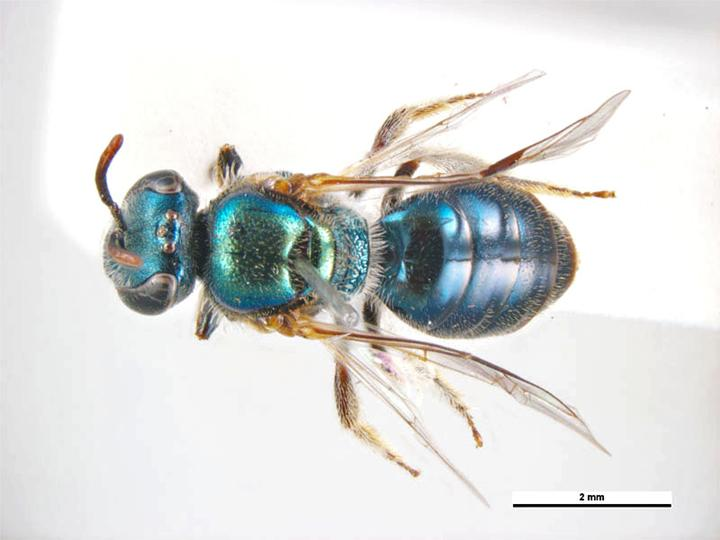
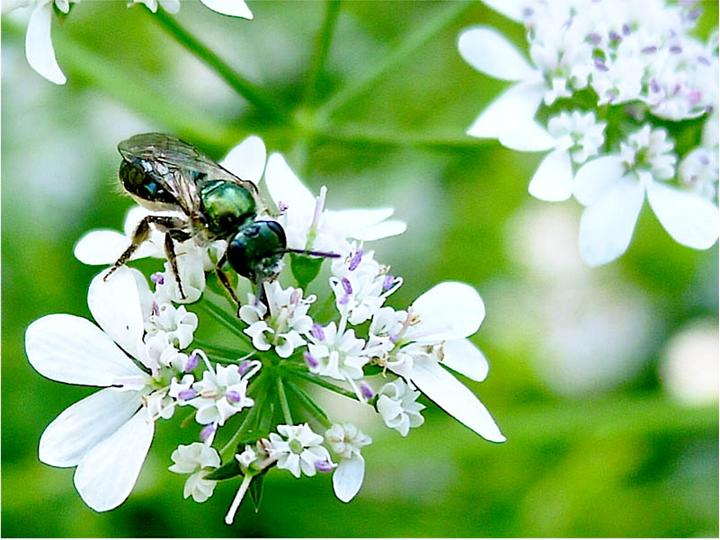